# Bob Wills
Bob Wills (6 de marzo de 1905 - 13 de mayo de 1975) fue un músico, compositor, y líder de banda estadounidense, considerado por muchos como uno de los padres del estilo Western swing y llamado por sus admiradores "El Rey del Western Swing".

## Nuevo México, Texas, y Oklahoma
Su verdadero nombre era James Robert Wills, y nació cerca de Kosse, Texas. Sus padres eran Emma Lee Foley y John Tompkins Wills. Su padre era campeón estatal en la interpretación con fiddle, y la familia de Wills siempre estaba dedicada a la música cuando no trabajaba en el cultivo del algodón. Además del fiddle, se le enseñó a tocar la mandolina. Una hermana y un hermano tocaban la guitarra, y otra hermana el piano, y la familia celebraba con frecuencia bailes en su casa.
Wills no solo aprendió música tradicional con su familia, sino también canciones negras directamente de africanos americanos. Sus compañeros de juego eran negros, y su padre disfrutaba viéndole bailar con ellos.
De joven, "Jim Rob", como era entonces conocido, estuvo viajando a la deriva varios años intentando ganarse la vida. En su veintena acudió a una escuela de peluquería, se casó y se desplazó a Roy, Nuevo México y después a Turkey, Texas (ahora considerada su ciudad natal) con el fin de trabajar como peluquero. Alternó esta ocupación con la interpretación del fiddle, incluso cuando se trasladó a Fort Worth, Texas, en 1929. Allí tocó en minstrel shows y medicine shows, y siguió ganándose la vida como peluquero. Actuaba en números cómicos usando maquillaje blackface (cara pintada de negro), algo común en la época, y tocaba acompañado de dos guitarras y de un banjo. Como en su espectáculo ya existía un "Jim", su mánager empezó a llamarle "Bob."
Encontrándose en Fort Worth, Wills añadió el repertorio del "escandaloso blues de ciudad" de Bessie Smith y Emmett Miller a un repertorio compuesto principalmente por valses y otros bailes aprendidos de su padre, con un estilo vocal deudor del de Miller y otros intérpretes como Al Bernard. Wills reconocía que Miller era su ídolo. 
En Fort Worth, Wills conoció a Herman Arnspinger, y ambos formaron The Wills Fiddle Band. En 1930 Milton Brown se unió al grupo como primer vocalista, dando un nuevo sentido innovador y de experimentación a la banda, ahora llamada los Light Crust Doughboys, dado su patrocinio radiofónico por la marca Light Crust Flour. Brown dejó el grupo en 1932 para formar los Musical Brownies, la primera formación verdadera de Western swing.
Wills siguió con los Doughboys y reemplazó a Brown con un nuevo cantante, Tommy Duncan, en 1932.  Por otra parte, se vio incapaz de entenderse con el futuro Gobernador de Texas W. Lee O'Daniel, el autoritario presentador del show Light Crust Doughboy. Wills y Duncan abandonaron a los Doughboys en 1933 al haber fallado Wills en uno de los shows a causa de problemas con la bebida.
Tras formar un nuevo grupo, "The Playboys", y trasladarse a Waco (Texas), Wills consiguió fama suficiente para decidir lanzarse a un mercado mayor. Dejaron Waco en enero de 1934 y fueron a Oklahoma City. Wills pronto afincó a los ahora llamados "Texas Playboys" en Tulsa, Oklahoma, empezando a trabajar en espectáculos radiofónicos desde el Cain's Ballroom que acabaron siendo una institución en la zona. 
En 1935 Wills había añadido sección de viento, instrumentistas de lengüeta y baterista a los Playboys. La suma del as de la steel guitar Leon McAuliffe en marzo de 1935 supuso también disponer de un segundo vocalista. 
Con la sofisticación del jazz, influencias de la música pop y del blues, más improvisados scats y comentarios chistosos por parte de Wills, la banda acabó convirtiéndose en una estrella del género. En 1936 la prematura y trágica muerte de Milton Brown despejó el camino a los Playboys. 
En 1938 Wills grabó "Ida Red", tema que sirvió de modelo para la versión que décadas más tarde llevó a cabo Chuck Berry, "Maybellene."
En 1940 el tema "New San Antonio Rose" vendió un millón de copias, y se convirtió en la canción insignia de The Texas Playboys. El título de la canción hacía referencia a que Wills la había grabado en 1938 como un instrumental con el título de "San Antonio Rose". Por entonces los Texas Playboys eran virtualmente dos bandas: una un grupo de fiddle, guitarra y steel guitar con una sección rítmica, y la segunda una big band capaz de interpretar los éxitos de swing y pop del momento así como Dixieland. 
Junto con los Texas Playboys, Wills trabajó en 1940 con Tex Ritter  en el film “Take Me Back to Oklahoma”. A ésta siguieron otras películas. A finales de 1942, tras dejar el grupo varios miembros, y con la Segunda Guerra Mundial en su apogeo, Wills decidió alistarse en el ejército, aunque fue dado de baja por causas médicas en 1943.
Otras de las películas en las que Wills actuó fueron The Lone Prairie (1942), Riders of the Northwest Mounted (1943), Saddles and Sagebrush (1943), The Vigilantes Ride (1943), The Last Horseman (1944), Rhythm Round-Up (1945), Blazing the Western Trail (1945), y Lawless Empire (1945). Según una fuente, trabajó en un total de 19 filmes.

## California
Tras dejar el ejército en 1943, Wills se mudó a Hollywood y empezó a reorganizar los Texas Playboys. Se convirtió en una atracción en Los Ángeles, donde tenía muchos seguidores, entre ellos gente de Texas y Oklahoma desplazada en busca de trabajo tras la Gran Depresión y la guerra. Además de actuar en la emisora KMTR-AM de Los Ángeles, tocaban en el Mission Beach Ballroom de San Diego (California).
En 1945 los bailes de Wills superaban a los de Tommy Dorsey y Benny Goodman, y se mudó a Fresno (California). Más adelante, en 1947, abrió el club Wills Point en Sacramento (California), y siguió haciendo giras por el Suroeste y el Noroeste del Pacífico, desde Texas hasta el estado de Washington. 
Tuvieron récord de público en Jantzen Beach en Portland (Oregón), en Santa Mónica (California), y en el Auditorium de Oakland (California), donde acudieron 19,000 personas en dos noches. Wills también rompió el récord de público en el Armory, en Klamath Falls, Oregón, con 2,514 personas.
Con problemas con el alcohol, Wills se hizo poco fiable a finales de la década de 1940, llegando a la ruptura con Tommy Duncan, a quien despidió en otoño de 1948.

## Declive
Tras vivir una suntuosa vida en California, en 1949 Wills volvió a Oklahoma City, donde tuvo que salir a la carretera para poder mantener la plantilla y el Wills Point.  Una decisión aún más desastrosa con relación a sus negocios fue la apertura de un segundo club, la Bob Wills Ranch House en Dallas, Texas. Los directores del club tuvieron un comportamiento deshonesto, y dejaron a Wills en una situación financiera desesperada con grandes deudas, lo cual le obligó a vender muchos bienes personales incluyendo los derechos de "New San Antonio Rose."  
En 1950 Wills consiguió dos éxitos que entraron en el Top Ten, "Ida Red Likes the Boogie" y "Faded Love". A partir de 1950 las emisoras radiofónicas empezaron a especializarse en una o en otra forma de música popular. Sin embargo, Wills no encajaba bien dentro de las emisoras dedicadas al country y western Nashville, y tampoco acababa de ser aceptado en las emisoras de música pop.
Por todo ello, siguió haciendo giras y grabando en las décadas de 1950 y 1960, a pesar del hecho de que la popularidad del Western Swing, incluso en el suroeste, había disminuido. En 1950 y 1952 todavía era capaz de congregar a mil personas en un show, algo que ya no pudo repetir para el año, pues los hábitos de entretenimiento habían cambiado.
Incluso en 1958 su retorno a KVOO, donde su hermano menor, Johnnie Lee Wills, había mantenido la presencia familiar, no tuvo el éxito esperado. Actuó dos veces en  en el programa televisivo de la ABC Jubilee USA, y mantuvo a su banda en la carretera hasta bien entrados los años sesenta. Tras sufrir dos infartos, en 1965 disolvió los Texas Playboys (que brevemente continuaron de manera independiente) para actuar únicamente en pequeños grupos musicales locales. Mientras se encontraba en Las Vegas, entre otros lugares, hizo grabaciones para el sello Kapp Records, aunque ya era una figura prácticamente olvidada. Aun así, en 1968 ingresó en el Museo y Salón de la Fama del Country. En 1969 sufrió un ictus que le paralizó el lado derecho y le obligó a finalizar su carrera.
Sin embargo, en 1971 Wills se recuperó lo bastante para poder viajar ocasionalmente y actuar en conciertos de homenaje. En 1973 participó en una última sesión con miembros de algunas de las formaciones de los Texas Playboys entre los años treinta y los sesenta. Merle Haggard fue invitado a tocar en dicha reunión. La sesión tuvo lugar en el mes de diciembre, y se grabó un álbum titulado For the Last Time.  Wills actuó en un par de temas en el primer día de trabajo, pero por la noche sufrió un nuevo ictus, que se repitió de modo más severo unos días después. Los músicos completaron el disco sin su intervención. Wills para entonces quedó en coma. Sobrevivió a la situación hasta su fallecimiento en 1975, en Fort Worth, a causa de una neumonía. Fue enterrado en el Cementerio Memorial Park de Tulsa.
Además de su ingreso en el Museo y Salón de la Fama del Country, Bob Wills también fue aceptado en el Salón de la Fama de Compositores de Nashville en 1970, en el Salón de la Fama del Rock junto a los Texas Playboys en 1999, y además recibió un Premio Grammy en 2007 a su trayectoria artística.

## Discografía

### Álbumes
| Año  | Álbum                                             | US Country | Sello          |
| ---- | ------------------------------------------------- | ---------- | -------------- |
| 1966 | From the Heart of Texas                           | 33         | Kapp           |
| 1967 | King of Western Swing                             | 43         | Kapp           |
| 1968 | Here's That Man Again                             | 24         | Kapp           |
| 1974 | For the Last Time                                 | 28         | United Artists |
| 1975 | The Best of Bob Wills Vol. II                     | 36         | MCA            |
| 1976 | Remembering...The Greatest Hits of Bob Wills      | 46         | Columbia       |
| 1976 | Bob Wills and His Texas Playboys in Concert       | 44         | Capitol        |
| 1977 | 24 Great Hits by Bob Wills and His Texas Playboys | 39         | MGM            |

### Singles
| Año  | Sencillo                                | Hot Country Songs | Sello          |
| ---- | --------------------------------------- | ----------------- | -------------- |
| 1935 | "Osage Stomp (Rukus Juice Shuffle)"     |                   | Vocalion 03096 |
| 1935 | "Good Old Oklahoma"                     |                   | Vocalion 3086  |
| 1935 | "New Spanish Two Step"                  |                   | Vocalion 03230 |
| 1935 | "Maiden's Prayer"                       |                   | Vocalion 03924 |
| 1935 | "Sitting on Top of the World"           |                   | Vocalion 3139  |
| 1936 | "Steel Guitar Rag"                      |                   | Vocalion 03394 |
| 1936 | "Right or Wrong"                        |                   | Vocalion 03451 |
| 1937 | "Playboy Stomp"                         |                   | Vocalion 03763 |
| 1937 | "I'm a Ding Dong Daddy from Dumas"      |                   | Vocalion 03659 |
| 1938 | "Ida Red"                               |                   | Vocalion 05079 |
| 1938 | "New San Antonio Rose"                  |                   | Vocalion 04755 |
| 1938 | "Beaumont Rag"                          |                   | Vocalion 04999 |
| 1940 | "Corrine, Corrina"                      |                   | OKeh 06530     |
| 1940 | "New San Antonio Rose"                  |                   | OKeh 6894      |
| 1940 | "Time Changes Everything"               |                   | OKeh 05753     |
| 1941 | "Maiden's Prayer"                       |                   | OKeh 06205     |
| 1941 | "Take Me Back to Tulsa"                 |                   | OKeh 06101     |
| 1941 | "My Life's Been a Pleasure"             |                   | OKeh 06676     |
| 1941 | "Cherokee Maiden"                       |                   | OKeh 06568     |
| 1941 | "Dusty Skies"                           |                   | OKeh 06598     |
| 1942 | "If You're from Texas"                  |                   | OKeh 6722      |
| 1942 | "Let's Ride with Bob"                   |                   | OKeh 6692      |
| 1944 | "New San Antonio Rose"                  | 3                 | OKeh 5694      |
| 1944 | "We Might as Well Forget It"            | 2                 | OKeh 6722      |
| 1944 | "You're from Texas"                     | 2                 | OKeh 6722      |
| 1945 | "Smoke on the Water"                    | 1                 | OKeh 6736      |
| 1945 | "Hang Your Head in Shame"               | 3                 | OKeh 6736      |
| 1945 | "Stars and Stripes on Iwo Jima"         | 1                 | OKeh 6742      |
| 1945 | "You Don't Care What Happens to Me"     | 5                 | OKeh 6742      |
| 1945 | "Texas Playboy Rag"                     | 2                 | Columbia 36841 |
| 1945 | "Silver Dew on the Blue Grass Tonight"  | 1                 | Columbia 36841 |
| 1946 | "White Cross on Okinawa"                | 1                 | Columbia 36881 |
| 1946 | "New Spanish Two Step"                  | 1                 | Columbia 16966 |
| 1946 | "Roly Poly"                             | 3                 | Columbia 16966 |
| 1946 | "Stay a Little Longer"                  | 2                 | Columbia 37097 |
| 1946 | "I Can't Go on This Way"                | 4                 | Columbia 37097 |
| 1947 | "I'm Gonna Be Boss from Now On"         | 5                 | Columbia 37205 |
| 1947 | "Sugar Moon"                            | 1                 | Columbia 37313 |
| 1947 | "Bob Wills Boogie"                      | 4                 | Columbia 37357 |
| 1948 | "Bubbles in My Beer"                    | 4                 | MGM 10116      |
| 1948 | "Keeper of My Heart"                    | 8                 | MGM 10175      |
| 1948 | "Texarkana Baby"                        | 15                | Columbia 38179 |
| 1948 | "Thorn in My Heart"                     | 10                | MGM 10236      |
| 1950 | "Ida Red"                               | 10                | MGM K10570     |
| 1950 | "Faded Love"                            | 8                 | MGM K10786     |
| 1960 | "Heart to Heart Talk" (w/ Tommy Duncan) | 5                 | Liberty 55260  |
| 1961 | "The Image of Me" (w/ Tommy Duncan)     | 26                | Liberty 55264  |
| 1976 | "Ida Red" (re-release)                  | 99                | Vocalion 05079 |